# Puerta de Adriano
La Puerta de Adriano o Üçkapılar ("Las tres puertas" en turco) es un arco de triunfo construido en nombre del Emperador romano Adriano, quien visitó Antalya en el año 130.

## Descripción
La obra arquitectónica consiste en tres puertas en forma de arco bajo las cuales, según la leyenda, pasó la Reina de Saba para disfrutar de un hermoso día en el palacio de Aspendo durante su camino para visitar al Rey Salomón. Antiguamente, las murallas de la ciudad rodeaban por fuera a la puerta y esta no fue utilizada durante muchos años, razón por la que posiblemente no haya sido dañada, y solo quedó revelada cuando las murallas colapsaron. Es considerada la puerta más hermosa en la región de Panfilia. La parte superior posee tres aberturas en forma de cúpula y, a excepción de los pilares, está construida totalmente en márbol blanco y su ornamentación es muy impresionante. Originariamente la puerta tenía dos pisos, pero es poco lo que se sabe acerca del piso superior.
A cada lado de la puerta se encuentra una torre; estas torres no fueron construidas en la misma época. La torre sur, conocida como la Julia Sancta y perteneciente a la era de Adriano, consiste en bloques de piedra lisos. En cuanto a la torre norte, pese a que la base pertenece a la Antigüedad, la parte superior corresponde a la época de la Dinastía selyúcida.